# Chim Namkha Dragpa
| Tibetische Bezeichnung                           |
| ------------------------------------------------ |
| Tibetische Schrift: མཆིམས་ནམ་མཁའ་གྲགས་པ་           |
| Wylie-Transliteration: mchims nam mkha' grags pa |
| Chinesische Bezeichnung                          |
| Vereinfacht: 强•南喀扎巴                         |
| Pinyin:Qiang Nanka Zhaba                         |

Chim Namkha Dragpa (tib. mChims nam mkha’ grags pa; geb. 1210; gest. 1285) war ein bedeutender Kadampa-Meister des tibetischen Buddhismus und eine Lamrim- und Abhidharma-kośa (chos mngon pa'i mdzod)-Autorität. Er war der 7. Abt des Narthang-Klosters in Tsang. Er hatte enge Beziehungen zu Sakya-Schule dank seiner Verbindung zu Phagpa ( 'Phags pa; 1235–1280). Zu seinen Schülern zählen Mönlam Tshülthrim (sMon lam tshul khrims; 1219–1299), der 8. Abt des Narthang-Klosters, und Jomden Rigrel (bCom ldan rig ral; 1227–1305), der an der Herausgabe des tibetischen buddhistischen Kanons arbeitete.

## Werke
- bstan rtsis (s. Dan Martin, Nr. 51)